# Dumping environnemental
Le dumping environnemental peut faire référence à deux concepts différents, traduits différemment en anglais.
Le dumping environnemental (ecological dumping) est l'attitude d'un État qui cherche à accroître la compétitivité des entreprises présentes sur son territoire en allégeant les dispositions législatives visant à protéger l'environnement. Cette expression prend pour modèle l'expression dumping social.
Le dumping environnemental (environmental dumping) peut également désigner l'exportation de déchets potentiellement dangereux d'un pays à un autre. Ce mouvement se fait généralement des pays développés vers les pays en développement, considérés comme étant des « havres de pollution », où la législation environnementale est moins contraignante ou manquante. 

## Transport transfrontalier de déchets
(septembre 2022).
Le contenu est difficilement compréhensible vu les erreurs de traduction, qui sont peut-être dues à l'utilisation d'un logiciel de traduction automatique.
Le terme environmental dumping fait référence au transport transfrontalier (exportation) puis au rejet de substances polluantes, déchets dangereux et/ou toxiques d'un pays donné, généralement développés, vers un autre pays aux législations environnementales plus souples, ou inexistantes. 

### Le dumping maritime
Le déversement dans la mer, les milieux aquatiques incluant les rives, de déchets toxiques Cette pratique était courante aux siècles derniers. Des législations de plus en plus restrictives et punitives rendent la pratique inacceptable. Le dumping maritime peut mener à l'eutrophisation, mais également au réchauffement de la température des eaux, la perturbation des écosystèmes marins et au dérèglement climatique global. (voir Vortex de déchets du Pacifique nord) 
Un cas récent fut celui du Probo Koala en Côte d'Ivoire en 2006. À la suite du refus des services du port d'Amsterdam de disposer des déchets toxiques à son bord, le Trafigura Beheer BV, un navire pétrolier néerlandais signait un contrat douteux avec une compagnie ivoirienne afin de s'en charger. La compagnie Trafigura n'était pas sans savoir que, dans un pays dans lequel le ramassage d'ordures domestiques est un défis, en pleine crise de surcroit, la compagnie ivoirienne ne possédait ni de l'expertise ni des infrastructures nécessaire à l'élimination de ce type de déchets. Et ce d'autant plus que le service lui aurait été facturé 500 000 livres sterling aux Pays-Bas alors qu'il ne lui a coûté que 18 500 livres avec la compagnie ivoirienne. 
Ce déversement, dont les effets toxiques voire radioactifs subsistent, a directement tué officiellement 17 personnes et causé des troubles de la santé sévères chez 30 000 autres. Toutefois ces chiffres sont décriés, car ne reflétant pas l'ampleur des décès, des maladies graves, maladies chroniques, fausses-couches et des naissances d'enfants souffrant de malformations, retards de croissance, maladies rares et troubles neurologiques.[réf. nécessaire]

### Les déchets d'équipements électriques et électroniques
En anglais, on parle aussi d'« e-waste ».

### Les vêtements
Un marché des vêtements de seconde-main s'est développé. Des conteneurs de vêtements quittent les villes occidentales en direction des villes asiatiques, africaines et sud-américaines pour y être vendus sur les marchés de friperies.